# نيل ديفيس (صحفي)
نيل ديفيس (بالإنجليزية: Neil Davis)‏ هو مصور حربي ‏ وصحفي ومصور أسترالي، ولد في 14 فبراير 1934 في هوبارت في أستراليا، وتوفي في 9 سبتمبر 1985 في بانكوك في تايلاند.